# Indianapolis 500 1970

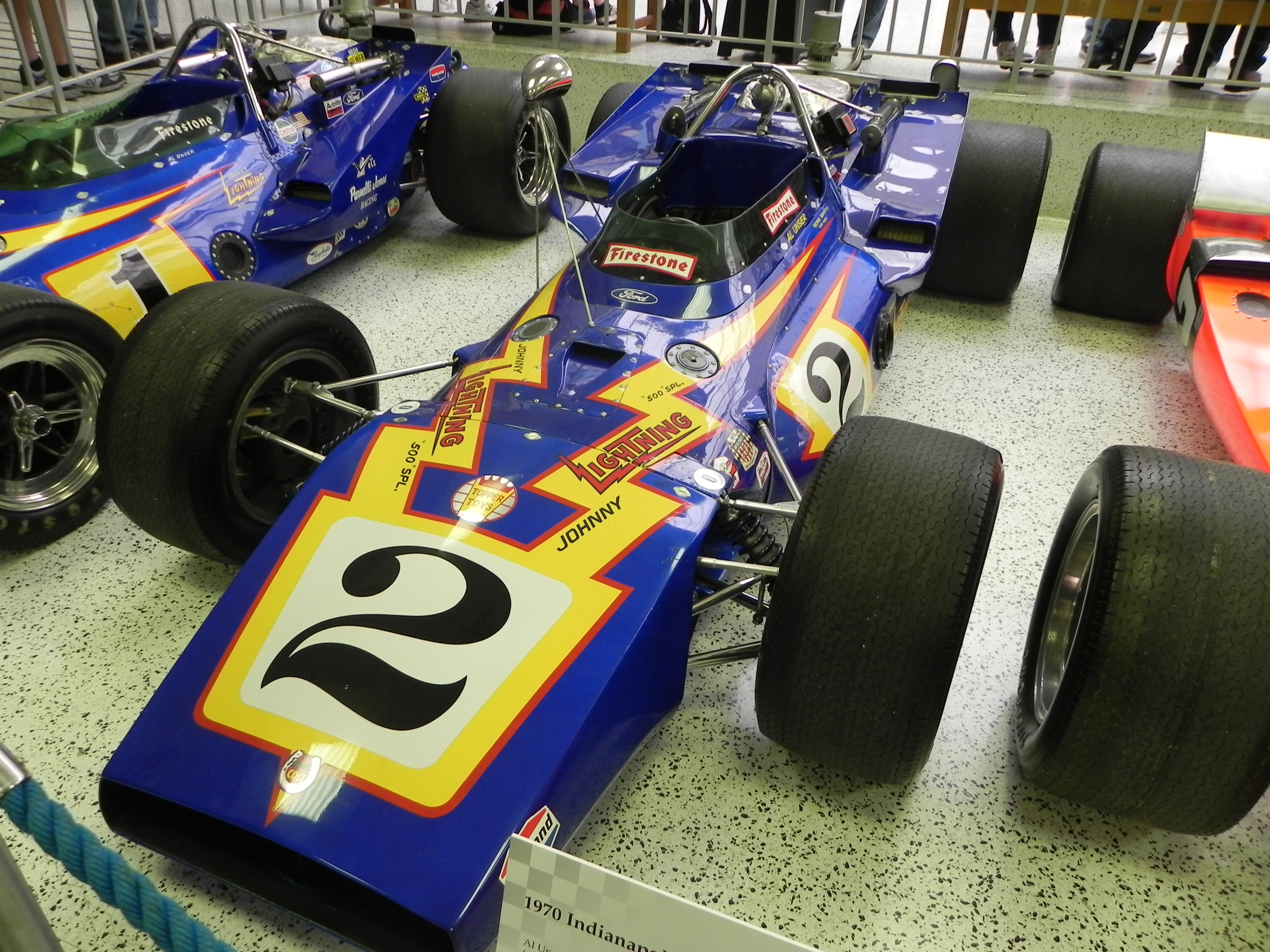
Caolt 70 von Vel’s Parnelli Jones Racing, Siegerwagen von Al Unser

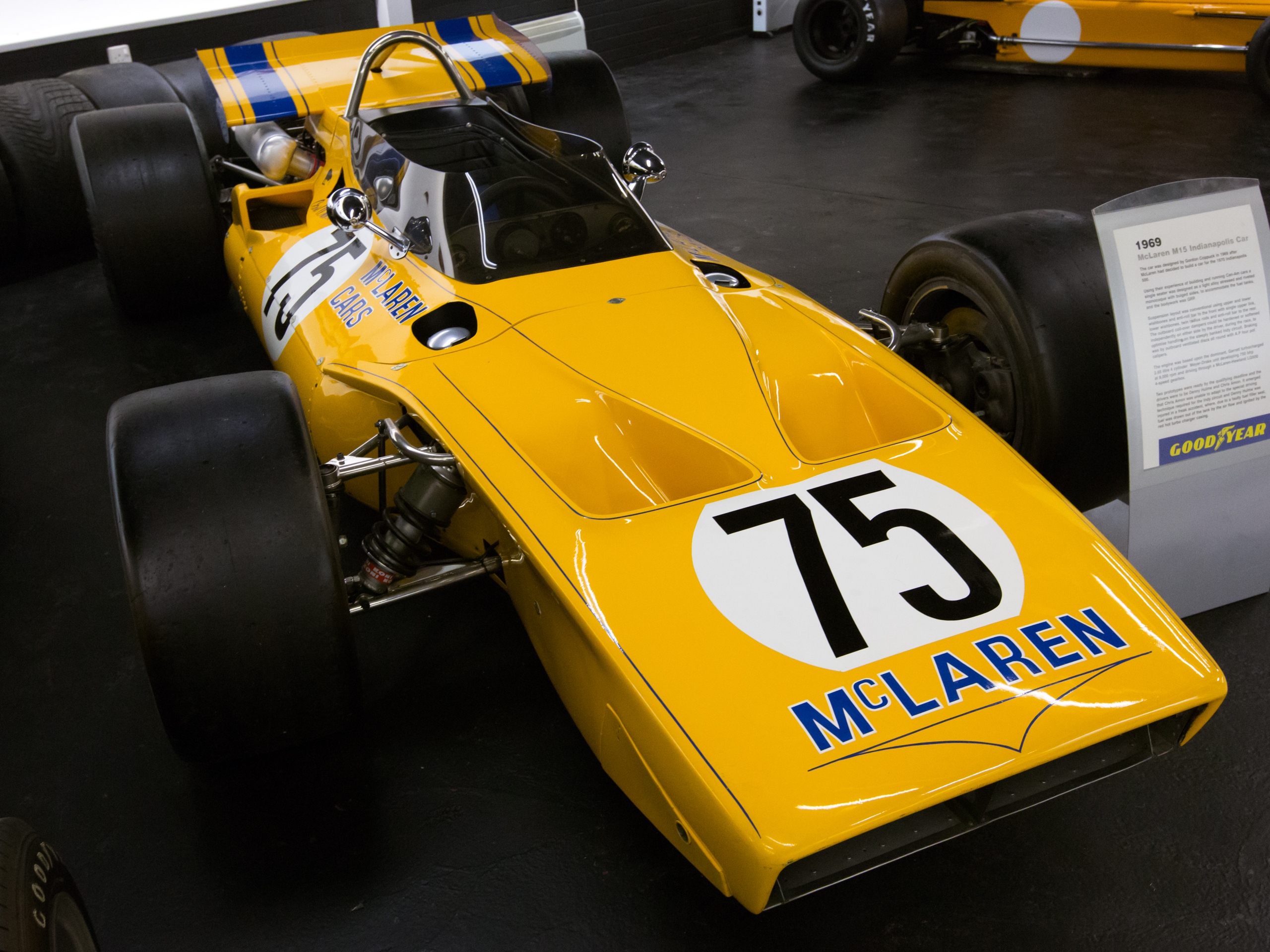
Der M15 war der erste McLaren-Rennwagen in Indianapolis; Carl Williams fuhr den Wagen an die 9. Stelle der Endwertung

Das 54. Indianapolis 500 (offiziell 54th 500 Mile International Sweepstakes) auf dem Indianapolis Motor Speedway fand am 30. Mai 1970 statt.

## Das Rennen
Das Rennen ging über eine Distanz von 200 Runden à 4,023 km, was einer Gesamtdistanz von 804,672 km entspricht. Aus der Pole-Position startete Al Unser (Vel’s Parnelli Jones Racing) mit einer Vierrunden-Durchschnittszeit von 3:31.49 Min. oder 170,221 mph (273,944 km/h). Die schnellste Runde im Rennen drehte Joe Leonard (Vel’s Parnelli Jones Racing) in 53,64 Sekunden (167,785 mph). Das Rennen war der vierte Lauf zur USAC-Saison 1970.

## Ergebnisse

### Startaufstellung
| Reihe | Innen            | Mitte             | Außen            |
| ----- | ---------------- | ----------------- | ---------------- |
| 1     | Al Unser         | Johnny Rutherford | A. J. Foyt       |
| 2     | Roger McCluskey  | Mark Donohue      | Art Pollard      |
| 3     | Bobby Unser      | Mario Andretti    | Jim Malloy       |
| 4     | George Snider    | Dan Gurney        | Mike Mosley      |
| 5     | LeeRoy Yarbrough | Bruce Walkup      | Rick Muther      |
| 6     | Peter Revson     | Gordon Johncock   | Joe Leonard      |
| 7     | Carl Williams    | Gary Bettenhausen | George Follmer   |
| 8     | Mel Kenyon       | Donnie Allison    | Wally Dallenbach |
| 9     | Lloyd Ruby       | Jack Brabham      | Ronnie Bucknum   |
| 10    | Greg Weld        | Jerry Grant       | Bill Vukovich II |
| 11    | Dick Simon       | Sammy Sessions    | Jim McElreath    |

### Schlussklassement
Wetter: bewölkt, 24°
| Pos. | Nr. | Name                                             | Chassis       | Motor       | R | Zeit/Rückstand               | Qualifikation ø 4 Rd. mph | Start |
| ---- | --- | ------------------------------------------------ | ------------- | ----------- | - | ---------------------------- | ------------------------- | ----- |
| 1    | 2   | Al Unser                                         | Colt 70       | Ford        | F | 3:12:37.040 Std. 155,749 mph | 170,221                   | 1     |
| 2    | 66  | Mark Donohue                                     | Lola T153     | Ford        | G | 31,290 Sek.                  | 168,911                   | 5     |
| 3    | 48  | Dan Gurney                                       | Eagle 70      | Offenhauser | G | 200 Rd.                      | 166,860                   | 11    |
| 4    | 83  | Donnie Allison (R)                               | Eagle 70      | Ford        | G | 200                          | 165,662                   | 23    |
| 5    | 14  | Jim McElreath                                    | Coyote        | Ford        | G | 200                          | 166,821                   | 33    |
| 6    | 1   | Mario Andretti (W)                               | McNamara T500 | Ford        | F | 199                          | 168,209                   | 8     |
| 7    | 89  | Jerry Grant                                      | Eagle 70      | Offenhauser | G | 198                          | 165,983                   | 29    |
| 8    | 38  | Rick Muther (R)                                  | Hawk II       | Offenhauser | G | 197                          | 165,654                   | 15    |
| 9    | 75  | Carl Williams                                    | McLaren M15   | Offenhauser | G | 197                          | 166,590                   | 19    |
| 10   | 7   | A. J. Foyt (W)                                   | Coyote        | Ford        | G | 195                          | 170,004                   | 3     |
| 11   | 3   | Bobby Unser (W)                                  | Eagle 70      | Ford        | G | 192                          | 168,508                   | 7     |
| 12   | 67  | Sammy Sessions                                   | Eagle 70      | Ford        | G | 190                          | 165,373                   | 32    |
| 13   | 32  | Jack Brabham                                     | Brabham BT32  | Offenhauser | G | 175 (Motor)                  | 166,397                   | 26    |
| 14   | 44  | Dick Simon (R)                                   | Vollstedt     | Ford        | F | 168                          | 165,548                   | 31    |
| 15   | 19  | Ronnie Bucknum                                   | Morris        | Ford        | G | 162 (Unfall)                 | 166,136                   | 27    |
| 16   | 23  | Mel Kenyon abgelöst Roger McCluskey, Rd. 112–160 | Coyote        | Offenhauser | G | 160 (Unfall)                 | 165,906                   | 22    |
| 17   | 22  | Wally Dallenbach sr.                             | Eagle 70      | Ford        | G | 143 (Elektrik)               | 165,601                   | 24    |
| 18   | 18  | Johnny Rutherford                                | Eagle 70      | Offenhauser | G | 135 (Defekt)                 | 170,213                   | 2     |
| 19   | 27  | LeeRoy Yarbrough                                 | Eagle 70      | Ford        | G | 107 (Turbolader)             | 166,559                   | 13    |
| 20   | 84  | George Snider                                    | Coyote        | Ford        | G | 105 (Aufhängung)             | 167,660                   | 10    |
| 21   | 9   | Mike Mosley                                      | Watson        | Offenhauser | G | 96 (Kühlung)                 | 166,651                   | 12    |
| 22   | 73  | Peter Revson                                     | McLaren M15   | Offenhauser | G | 87 (Elektrik)                | 167,942                   | 16    |
| 23   | 58  | Bill Vukovich II                                 | Brabham 25    | Offenhauser | F | 78 (Kupplung)                | 165,753                   | 30    |
| 24   | 15  | Joe Leonard                                      | Colt 70       | Ford        | F | 73 (Lenkung)                 | 166,898                   | 18    |
| 25   | 11  | Roger McCluskey                                  | Scorpion      | Ford        | G | 62 (Aufhängung)              | 169,213                   | 4     |
| 26   | 16  | Gary Bettenhausen                                | Gerhardt      | Offenhauser | G | 55 (Ventile)                 | 166,451                   | 20    |
| 27   | 25  | Lloyd Ruby                                       | Mongoose      | Offenhauser | F | 54 (Getriebe)                | 168,895                   | 25    |
| 28   | 5   | Gordon Johncock                                  | Gerhardt      | Offenhauser | G | 45 (Motor)                   | 167,015                   | 17    |
| 29   | 97  | Bruce Walkup                                     | Mongoose      | Offenhauser | F | 44 (Getriebe)                | 166,459                   | 14    |
| 30   | 10  | Art Pollard                                      | Kingfish      | Offenhauser | F | 28 (Motor)                   | 168,595                   | 6     |
| 31   | 20  | George Follmer                                   | Hawk III      | Ford        | F | 18 (Öl-Verlust)              | 166,052                   | 21    |
| 32   | 93  | Greg Weld (R)                                    | Gerhardt      | Offenhauser | F | 12 (Motor)                   | 166,121                   | 28    |
| 33   | 31  | Jim Malloy                                       | Gerhardt      | Offenhauser | F | 0 (Unfall)                   | 167,895                   | 9     |

(W)=früherer Gewinner / (R)=Rookie

### Führungsrunden
| Fahrer       | Team                        | Anzahl |
| ------------ | --------------------------- | ------ |
| Al Unser     | Vel’s Parnelli Jones Racing | 190    |
| Mark Donohue | US Racing                   | 5      |
| A. J. Foyt   | Ansted-Thompson Racing      | 2      |
| Lloyd Ruby   | Gene White Co               | 2      |
| Jack Brabham | Motor Racing Developments   | 1      |